# Atlantoraja
Atlantoraja là một chi cá nhỏ thuộc họ Rajidae với 3 loài đã được mô tả. Chúng được tìm thấy ở độ sâu từ cận mực nước biển tới âm 300 mét (980 ft) ở Đại Tây Dương, trên hải phận các nước Argentina, Brasil và Uruguay. Các loài thuộc chi cá đuối này đều trong tình trạng bị đe dọa do đánh bắt quá mức trong khu vực phân bố của chúng.

## Loài
- Atlantoraja castelnaui (A. Miranda-Ribeiro, 1907) (Spotback skate)
- Atlantoraja cyclophora (Regan, 1903) (Eyespot skate)
- Atlantoraja platana (Günther, 1880) (La Plata skate)